# 建・TAKERU
『建・TAKERU』（たける）は、全3幕からなるオペラ。團伊玖磨作曲。日本神話を題材としている。

## 概要
1997年10月10日に新国立劇場のこけら落とし公演として初演された。星出豊指揮、東京交響楽団による。初演時には、天皇・皇后が臨席して鑑賞した（天覧公演）。
この初演は團自身が指揮する予定であったが、9月3日に急性心筋梗塞を起こし、10月9日に退院するまで約1か月間入院した。そのため、初演の指揮は断念した。ただし、公演冒頭の『君が代』の演奏は團が指揮した。

## 登場人物
- 建〈タケル〉（バス）：倭の国、忍代別天皇の皇子、小碓
- 弟橘姫〈オトタチバナヒメ〉（ソプラノ）：建の妻
- 火焚翁〈ヒタキノオキナ〉（バス）：建の従者
- 忍代別天皇〈オシロワケノミカド〉（テノール）：倭の王、建の父、倭姫の兄
- 倭姫〈ヤマトヒメ〉：建の叔母、忍代別天皇の妹
- 吉備〈キビ〉：吉備武彦〈キビノタケヒコ〉、忍代別天皇の使者（密偵）
- 大伴〈オオトモ〉：大伴武日連〈オオトモノタケヒノムラジ〉、倭の兵士
- 尾足〈オタリ〉：駿河の国造〈スルガノクニノミヤツコ〉
- 夏乃〈ナツノ〉：尾足の娘、春乃の妹
- 春乃〈ハルノ〉：尾足の娘

## あらすじ

### 第1幕
- 第1場：生駒山麓
- 第2場：伊勢斎宮

### 第2幕
- 第1場：駿河国造館－前庭 - 大和政権に敵対する蛮族の長オタリが登場。ヤマトタケルへの敵対心を語る。
- 第2場：相模の野「火」 - オタリがタケルを火攻めにするが、タケルは草薙の剣をふるって戦い、火の勢いを逆転させる。本作のクライマックス場面。
- 第3場：走水「水」

### 第3幕
- 第1場：碓日坂陣営 - タケルは足が三重に曲がり、歩くことも叶わない。
- 第2場：伊吹山
- 第3場：能煩野へ - 終盤では場面を現代へと移し（初演時の演出）、タケルの遺志が現代まで受け継がれていることを讃えて終わる。